# Oswaldo Sánchez
Oswaldo Javier Sánchez Ibarra (Guadalajara, 1973. szeptember 21. –) egy visszavonult mexikói válogatott labdarúgókapus. Háromszoros mexikói bajnok, a válogatottal kétszeres CONCACAF-aranykupa-győztes. Ő tartja a mexikói bajnokság rekordját azzal, hogy 725 első osztályú mérkőzésen lépett pályára, de ő lépte át először a 700-as számot is, ő játszott a legtöbb percig, és ő szerepelt a legtöbb rájátszásban. 2005-ben őt választották a konföderációs kupa legjobb kapusává, 2013-ban pedig elnyerte a CONCACAF-bajnokok ligája legjobb kapusának járó Aranykesztyű díjat is.

## Pályafutása

### Klubcsapatokban
Első mérkőzését a mexikói első osztályban 1993. október 30-án játszotta, amikor csapata, az Atlas egy 1–1-es döntetlent ért el a Veracruz otthonában. 1996-ban a fővárosi Américához igazolt, majd 1999-ben hazatért szülővárosába, és a Chivas játékosa lett. Itt 2006-ig maradt, ezalatt pedig 272 bajnokin védett. 2006-tól pályafutása végéig, 2014-ig a torreóni Santos Laguna hálóját őrizte, itt 296-szor szerepelt bajnoki mérkőzésen.
A Chivas de Guadalajarával bajnoki címet szerzett a 2006-os Apertura szezonban, a Santosszal pedig a 2008-as Clausura és a 2012-es Clausura szezonokban.

### A válogatottban
A mexikói válogatottban 22 évesen, 1996 júniusában mutatkozott be egy Bolívia elleni mérkőzésen.

#### Mérkőzései a válogatottban
| Mexikó | Mexikó               | Mexikó                                          | Mexikó                                | Mexikó   | Mexikó                                | Mexikó                          | Mexikó | Mexikó  |
| #      | Dátum                | Helyszín                                        | Hazai                                 | Eredmény | Vendég                                | Kiírás                          | Gólok  | Esemény |
| ------ | -------------------- | ----------------------------------------------- | ------------------------------------- | -------- | ------------------------------------- | ------------------------------- | ------ | ------- |
| 25.    | 2003. február 4.     | Los Angeles, Memorial Coliseum                  | Mexikó                                | 0 – 1    | Argentína                             | barátságos                      | 0      |         |
| 26.    | 2003. február 12.    | Phoenix, Bank One Ballpark                      | Mexikó                                | 0 – 0    | Kolumbia                              | barátságos                      | 0      |         |
| 27.    | 2003. április 30.    | Guadalajara, Estadio Jalisco                    | Mexikó                                | 0 – 0    | Brazília                              | barátságos                      | 0      |         |
| 28.    | 2003. május 8.       | Houston, Reliant Stadium                        | Egyesült Államok                      | 0 – 0    | Mexikó                                | barátságos                      | 0      |         |
| 29.    | 2003. július 6.      | Carson, Home Depot Center                       | Mexikó                                | 1 – 2    | Salvador                              | barátságos                      | 0      |         |
| 30.    | 2003. július 13.     | Mexikóváros, Estadio Azteca                     | Mexikó                                | 1 – 0    | Brazília                              | CONCACAF-aranykupa, csoportkör  | 0      | 90'     |
| 31.    | 2003. július 17.     | Mexikóváros, Estadio Azteca                     | Mexikó                                | 0 – 0    | Honduras                              | CONCACAF-aranykupa, csoportkör  | 0      |         |
| 32.    | 2003. július 20.     | Mexikóváros, Estadio Azteca                     | Mexikó                                | 5 – 0    | Jamaica                               | CONCACAF-aranykupa, negyeddöntő | 0      |         |
| 33.    | 2003. július 24.     | Mexikóváros, Estadio Azteca                     | Mexikó                                | 2 – 0    | Costa Rica                            | CONCACAF-aranykupa, elődöntő    | 0      |         |
| 34.    | 2003. július 27.     | Mexikóváros, Estadio Azteca                     | Mexikó                                | 1 – 0    | Brazília                              | CONCACAF-aranykupa, döntő       | 0      |         |
| 35.    | 2003. október 15.    | Chicago, Soldier Field                          | Mexikó                                | 0 – 2    | Uruguay                               | barátságos                      | 0      |         |
| 36.    | 2003. november 19.   | San Francisco, Pacific Bell Park                | Mexikó                                | 0 – 0    | Izland                                | barátságos                      | 0      |         |
| 37.    | 2004. február 18.    | Carson, The Home Depot Center                   | Mexikó                                | 1 – 1    | Chile                                 | barátságos                      | 0      |         |
| 38.    | 2004. március 10.    | Tuxtla Gutiérrez, Estadio Víctor Manuel Reyna   | Mexikó                                | 2 – 1    | Ecuador                               | barátságos                      | 0      |         |
| 39.    | 2004. március 31.    | Carson, The Home Depot Center                   | Mexikó                                | 2 – 0    | Costa Rica                            | barátságos                      | 0      |         |
| 40.    | 2004. április 28.    | Dallas, Cotton Bowl                             | Egyesült Államok                      | 1 – 0    | Mexikó                                | barátságos                      | 0      |         |
| 41.    | 2004. június 19.     | San Antonio, Alamodome                          | Dominikai Közösség                    | 0 – 10   | Mexikó                                | vb-selejtező                    | 0      |         |
| 42.    | 2004. július 7.      | Chiclayo, Estadio Elías Aguirre                 | Mexikó                                | 2 – 2    | Uruguay                               | Copa América, csoportkör        | 0      |         |
| 43.    | 2004. július 10.     | Chiclayo, Estadio Elías Aguirre                 | Argentína                             | 0 – 1    | Mexikó                                | Copa América, csoportkör        | 0      |         |
| 44.    | 2004. július 13.     | Piura, Estadio Miguel Grau                      | Mexikó                                | 2 – 1    | Ecuador                               | Copa América, csoportkör        | 0      |         |
| 45.    | 2004. július 18.     | Piura, Estadio Miguel Grau                      | Mexikó                                | 0 – 4    | Brazília                              | Copa América, negyeddöntő       | 0      |         |
| 46.    | 2004. szeptember 8.  | Port of Spain, Hasely Crawford Stadion          | Trinidad és Tobago                    | 1 – 3    | Mexikó                                | vb-selejtező                    | 0      |         |
| 47.    | 2004. október 6.     | Pachuca de Soto, Estadio Hidalgo                | Mexikó                                | 7 – 0    | Saint Vincent és a Grenadine-szigetek | vb-selejtező                    | 0      |         |
| 48.    | 2004. október 10.    | Kingstown, Arnos Vale Stadium                   | Saint Vincent és a Grenadine-szigetek | 0 – 1    | Mexikó                                | vb-selejtező                    | 0      |         |
| 49.    | 2004. október 13.    | Puebla, Estadio Cuauhtémoc                      | Mexikó                                | 3 – 0    | Trinidad és Tobago                    | vb-selejtező                    | 0      |         |
| 50.    | 2005. március 27.    | Mexikóváros, Estadio Azteca                     | Mexikó                                | 2 – 1    | Egyesült Államok                      | vb-selejtező                    | 0      |         |
| 51.    | 2005. március 30.    | Panamaváros, Estadio Rommel Fernández           | Panama                                | 1 – 1    | Mexikó                                | vb-selejtező                    | 0      |         |
| 52.    | 2005. június 4.      | Guatemalaváros, Estadio Mateo Flores            | Guatemala                             | 0 – 2    | Mexikó                                | vb-selejtező                    | 0      |         |
| 53.    | 2005. június 8.      | San Nicolás de los Garza, Estadio Universitario | Mexikó                                | 2 – 0    | Trinidad és Tobago                    | vb-selejtező                    | 0      |         |
| 54.    | 2005. június 16.     | Hannover, AWD-Arena                             | Japán                                 | 1 – 2    | Mexikó                                | konföderációs kupa, csoportkör  | 0      |         |
| 55.    | 2005. június 19.     | Hannover, AWD-Arena                             | Mexikó                                | 1 – 0    | Brazília                              | konföderációs kupa, csoportkör  | 0      | 80'     |
| 56.    | 2005. június 22.     | Frankfurt am Main, Commerzbank-Arena            | Görögország                           | 0 – 0    | Mexikó                                | konföderációs kupa, csoportkör  | 0      |         |
| 57.    | 2005. június 26.     | Hannover, AWD-Arena                             | Mexikó                                | 1 – 1    | Argentína                             | konföderációs kupa, elődöntő    | 0      |         |
| 58.    | 2005. június 29.     | Lipcse, Zentralstadion                          | Németország                           | 4 – 3    | Mexikó                                | konföderációs kupa, 3. helyért  | 0      |         |
| 59.    | 2005. augusztus 17.  | Mexikóváros, Estadio Azteca                     | Mexikó                                | 2 – 0    | Costa Rica                            | vb-selejtező                    | 0      |         |
| 60.    | 2005. szeptember 3.  | Columbus, Columbus Crew Stadium                 | Egyesült Államok                      | 2 – 0    | Mexikó                                | vb-selejtező                    | 0      |         |
| 61.    | 2005. szeptember 7.  | Mexikóváros, Estadio Azteca                     | Mexikó                                | 5 – 0    | Panama                                | vb-selejtező                    | 0      |         |
| 62.    | 2005. október 26.    | Guadalajara, Estadio Jalisco                    | Mexikó                                | 3 – 1    | Uruguay                               | barátságos                      | 0      |         |
| 63.    | 2005. november 16.   | Houston, Reliant Stadium                        | Mexikó                                | 0 – 3    | Bulgária                              | barátságos                      | 0      |         |
| 64.    | 2006. február 15.    | Los Angeles, Memorial Coliseum                  | Mexikó                                | 0 – 1    | Dél-Korea                             | barátságos                      | 0      | 15'     |
| 65.    | 2006. március 1.     | Frisco, Pizza Hut Park                          | Mexikó                                | 1 – 0    | Ghána                                 | barátságos                      | 0      |         |
| 66.    | 2006. március 29.    | Chicago, Soldier Field                          | Mexikó                                | 2 – 1    | Paraguay                              | barátságos                      | 0      |         |
| 67.    | 2006. május 5.       | Pasadena, Rose Bowl                             | Mexikó                                | 1 – 0    | Venezuela                             | barátságos                      | 0      |         |
| 68.    | 2006. május 12.      | Mexikóváros, Estadio Azteca                     | Mexikó                                | 2 – 1    | Kongói DK                             | barátságos                      | 0      |         |
| 69.    | 2006. május 27.      | Saint-Denis, Stade de France                    | Franciaország                         | 1 – 0    | Mexikó                                | barátságos                      | 0      |         |
| 70.    | 2006. június 1.      | Eindhoven, Philips Stadion                      | Hollandia                             | 2 – 1    | Mexikó                                | barátságos                      | 0      |         |
| 71.    | 2006. június 11.     | Nürnberg, Frankenstadion                        | Mexikó                                | 3 – 1    | Irán                                  | vb-csoportkör                   | 0      |         |
| 72.    | 2006. június 16.     | Hannover, FIFA-vb-stadion                       | Mexikó                                | 0 – 0    | Angola                                | vb-csoportkör                   | 0      |         |
| 73.    | 2006. június 21.     | Gelsenkirchen, Veltins-Arena (GER)              | Portugália                            | 2 – 1    | Mexikó                                | vb-csoportkör                   | 0      |         |
| 74.    | 2006. június 24.     | Lipcse, Zentralstadion                          | Argentína                             | 2 – 1    | Mexikó                                | vb-nyolcaddöntő                 | 0      |         |
| 75.    | 2007. február 7.     | Glendale, University of Phoenix Stadium         | Egyesült Államok                      | 2 – 0    | Mexikó                                | barátságos                      | 0      |         |
| 76.    | 2007. június 5.      | Mexikóváros, Estadio Azteca                     | Mexikó                                | 0 – 1    | Paraguay                              | barátságos                      | 0      |         |
| 77.    | 2007. június 10.     | East Rutherford, Giants Stadium                 | Honduras                              | 2 – 1    | Mexikó                                | CONCACAF-aranykupa, csoportkör  | 0      | 12'     |
| 78.    | 2007. június 13.     | Houston, Reliant Stadion                        | Mexikó                                | 1 – 0    | Panama                                | CONCACAF-aranykupa, csoportkör  | 0      |         |
| 79.    | 2007. június 17.     | Houston, Reliant Stadion                        | Mexikó                                | 1 – 0    | Costa Rica                            | CONCACAF-aranykupa, negyeddöntő | 0      |         |
| 80.    | 2007. június 21.     | Chicago, Soldier Field                          | Mexikó                                | 1 – 0    | Guadeloupe                            | CONCACAF-aranykupa, elődöntő    | 0      | 89'     |
| 81.    | 2007. június 24.     | Chicago, Soldier Field                          | Egyesült Államok                      | 2 – 1    | Mexikó                                | CONCACAF-aranykupa, döntő       | 0      |         |
| 82.    | 2007. július 1.      | Maturín, Estadio Monumental de Maturín          | Mexikó                                | 2 – 1    | Ecuador                               | Copa América, csoportkör        | 0      |         |
| 83.    | 2007. július 8.      | Maturín, Estadio Monumental de Maturín          | Mexikó                                | 6 – 0    | Paraguay                              | Copa América, negyeddöntő       | 0      |         |
| 84.    | 2007. július 11.     | Puerto Ordaz, Estadio Cachamay                  | Mexikó                                | 0 – 3    | Argentína                             | Copa América, elődöntő          | 0      |         |
| 85.    | 2008. március 26.    | London, Craven Cottage                          | Ghána                                 | 1 – 2    | Mexikó                                | barátságos                      | 0      |         |
| 86.    | 2008. április 16.    | Seattle, Qwest Field                            | Mexikó                                | 1 – 0    | Kína                                  | barátságos                      | 0      |         |
| 87.    | 2008. június 4.      | San Diego, Qualcomm Stadium                     | Mexikó                                | 1 – 4    | Argentína                             | barátságos                      | 0      |         |
| 88.    | 2008. június 8.      | Chicago, Soldier Field                          | Mexikó                                | 4 – 0    | Peru                                  | barátságos                      | 0      |         |
| 89.    | 2008. június 15.     | Houston, Reliant Stadium                        | Belize                                | 0 – 2    | Mexikó                                | vb-selejtező                    | 0      |         |
| 90.    | 2008. június 21.     | San Nicolás de los Garza, Estadio Universitario | Mexikó                                | 7 – 0    | Belize                                | vb-selejtező                    | 0      |         |
| 91.    | 2008. augusztus 20.  | Mexikóváros, Estadio Azteca                     | Mexikó                                | 2 – 1    | Honduras                              | vb-selejtező                    | 0      |         |
| 92.    | 2008. szeptember 6.  | Mexikóváros, Estadio Azteca                     | Mexikó                                | 3 – 0    | Jamaica                               | vb-selejtező                    | 0      |         |
| 93.    | 2008. szeptember 10. | Tuxtla Gutiérrez, Estadio Víctor Manuel Reyna   | Mexikó                                | 2 – 1    | Kanada                                | vb-selejtező                    | 0      |         |
| 94.    | 2008. október 11.    | Kingston, Independence Park                     | Jamaica                               | 1 – 0    | Mexikó                                | vb-selejtező                    | 0      |         |
| 95.    | 2008. október 15.    | Edmonton, Commonwealth Stadium                  | Kanada                                | 2 – 2    | Mexikó                                | vb-selejtező                    | 0      |         |
| 96.    | 2008. november 19.   | San Pedro Sula, Estadio Olímpico Metropolitano  | Honduras                              | 1 – 0    | Mexikó                                | vb-selejtező                    | 0      |         |
| 97.    | 2009. január 28.     | Oakland, Oakland Coliseum                       | Mexikó                                | 0 – 1    | Svédország                            | barátságos                      | 0      | 46'     |
| 98.    | 2009. február 11.    | Columbus, Columbus Crew Stadium                 | Egyesült Államok                      | 2 – 0    | Mexikó                                | vb-selejtező                    | 0      |         |
| 99.    | 2011. október 11.    | Torreón, Estadio TSM Corona                     | Mexikó                                | 1 – 2    | Brazília                              | barátságos                      | 0      | 89'     |
|        | Összesen             |                                                 |                                       | 99       | mérkőzés                              |                                 | 0      | gól     |

## Családja
Oswaldo Sáncheznek négy testvére van: Ana Karina, Elizabeth, Paulina Lizbeth és Jorge. Ő maga házas, felesége Esperanza del Toro. Négy gyermekük született, Michelle és Ciara ikrek, valamint Oswaldo és Dana Sofía.